# Élections législatives de 1968 dans les Hauts-de-Seine
Les élections législatives françaises de 1968 se déroulent les 23 et 30 juin 1968. Dans le département des Hauts-de-Seine, treize députés sont à élire dans le cadre de treize circonscriptions.
La majorité présidentielle remporte une nette victoire et gagne 3 sièges sur les communistes par rapport aux élections de l'année précédente. Le rapport des forces en voix est relativement stable au premier tour par rapport à 1967 (légère progression de l'URP au détriment du PCF, des réformateurs et de la FGDS) mais tourne à l'avantage de l'URP au deuxième. La FGDS est nettement distancée par le Parti communiste et arrive même derrière le PSU dans certaines circonscriptions (tel les 5e, 11e, 12e ou 13e circonscriptions où la fédération arrive en cinquième place).

## Élus
| Circonscription | Député sortant                            | Parti | Parti | Député élu ou réélu | Parti | Parti |
| --------------- | ----------------------------------------- | ----- | ----- | ------------------- | ----- | ----- |
| 1re             | Waldeck L'Huillier                        |       | PCF   | Waldeck L'Huillier  |       | PCF   |
| 2e              | Albin Chalandon                           |       | UDR   | Albin Chalandon     |       | UDR   |
| 3e              | Émile Tricon                              |       | UDR   | Émile Tricon        |       | UDR   |
| 4e              | Parfait Jans                              |       | PCF   | Charles Pasqua      |       | UDR   |
| 5e              | Charles Deprez                            |       | RI    | Charles Deprez      |       | RI    |
| 6e              | Achille Peretti                           |       | UDR   | Achille Peretti     |       | UDR   |
| 7e              | Raymond Barbet                            |       | PCF   | Raymond Barbet      |       | PCF   |
| 8e              | Jacques Baumel                            |       | UDR   | Jacques Baumel      |       | UDR   |
| 9e              | Claude Labbé                              |       | UDR   | Claude Labbé        |       | UDR   |
| 10e             | Hubert Balança suppléant de Georges Gorse |       | UDR   | Georges Gorse       |       | UDR   |
| 11e             | Guy Ducoloné                              |       | PCF   | Guy Ducoloné        |       | PCF   |
| 12e             | Robert Levol                              |       | PCF   | Pierre Mazeaud      |       | UDR   |
| 13e             | Paul Mainguy                              |       | UDR   | Paul Mainguy        |       | UDR   |

## Résultats

### Résultats à l'échelle du département
| Parti                 | Parti                                           | Premier tour | Premier tour | Second tour | Second tour | Sièges |
| Parti                 | Parti                                           | Voix         | %            | Voix        | %           | Sièges |
| --------------------- | ----------------------------------------------- | ------------ | ------------ | ----------- | ----------- | ------ |
|                       | Union pour la défense de la République          | 241 992      | 38,65        | 275 675     | 49,94       | 9      |
|                       | Républicains indépendants                       | 27 867       | 4,45         | 21 921      | 3,97        | 1      |
|                       | Union des républicains de progrès               | 269 859      | 43,11        | 297 596     | 53,91       | 10     |
|                       |                                                 |              |              |             |             |        |
|                       | Section française de l'Internationale ouvrière  | 31 540       | 5,04         | Retrait     | Retrait     | 0      |
|                       | Parti radical                                   | 8 242        | 1,32         |             |             | 0      |
|                       | Fédération de la gauche démocrate et socialiste | 8 044        | 1,28         | 0           |             |        |
|                       | Convention des institutions républicaines       | 6 654        | 1,06         | 0           |             |        |
|                       | Fédération de la gauche démocrate et socialiste | 54 480       | 8,70         |             |             | 0      |
|                       |                                                 |              |              |             |             |        |
|                       | Parti communiste français                       | 173 110      | 27,65        | 227 800     | 41,27       | 3      |
|                       | Progrès et démocratie moderne                   | 67 486       | 10,78        | 26 602      | 4,82        | 0      |
|                       | Parti socialiste unifié                         | 39 045       | 6,24         |             |             | 0      |
|                       | Divers                                          | 22 070       | 3,53         | 0           |             |        |
|                       |                                                 |              |              |             |             |        |
| Inscrits              | Inscrits                                        | 786 748      | 100,00       | 759 092     | 100,00      | 13     |
| Abstentions           | Abstentions                                     | 154 899      | 19,69        | 188 649     | 24,85       |        |
| Votants               | Votants                                         | 631 849      | 80,31        | 570 443     | 75,15       |        |
| Blancs et nuls        | Blancs et nuls                                  | 5 799        | 0,92         | 18 445      | 3,23        |        |
| Exprimés              | Exprimés                                        | 626 050      | 99,08        | 551 998     | 96,77       |        |
| Source : Data.gouv.fr |                                                 |              |              |             |             |        |

### Résultats par circonscription

#### Première circonscription (Gennevilliers)
|                  | Waldeck L'Huillier sortant réélu | PCF            | 12 307 | 54,86  |  |  |  |
|                  | Robert Valenciennes              | UDR (URP)      | 6 737  | 30,03  |  |  |  |
|                  | Lucien Lelièvre                  | FGDS (SFIO)    | 1 461  | 6,51   |  |  |  |
|                  | Claude Babadjian                 | PSU            | 1 059  | 4,72   |  |  |  |
|                  | M. Monin                         | Divers         | 870    | 3,88   |  |  |  |
|                  |                                  |                |        |        |  |  |  |
| Inscrits         | Inscrits                         | Inscrits       | 28 016 | 100,00 |  |  |  |
| Abstentions      | Abstentions                      | Abstentions    | 5 294  | 18,9   |  |  |  |
| Votants          | Votants                          | Votants        | 22 722 | 81,1   |  |  |  |
| Blancs et nuls   | Blancs et nuls                   | Blancs et nuls | 288    | 1,27   |  |  |  |
| Exprimés         | Exprimés                         | Exprimés       | 22 434 | 98,73  |  |  |  |
| Source : CEVIPOF |                                  |                |        |        |  |  |  |

#### Deuxième circonscription (Asnières-sur-Seine)
| Candidat         | Candidat                      | Parti          | Premier tour | Premier tour | Second tour | Second tour |  |
| Candidat         | Candidat                      | Parti          | Voix         | %            | Voix        | %           |  |
| ---------------- | ----------------------------- | -------------- | ------------ | ------------ | ----------- | ----------- |  |
|                  | Albin Chalandon sortant réélu | UDR (URP)      | 18 178       | 49,21        | 20 174      | 62,38       |  |
|                  | Claude Denis                  | PCF            | 7 783        | 21,07        | 12 167      | 37,62       |  |
|                  | Marc Richter                  | CD (PDM)       | 4 511        | 12,21        |             |             |  |
|                  | Roger Hanin                   | FGDS (CIR)     | 3 727        | 10,09        |             |             |  |
|                  | Germaine Truffy               | PSU            | 1 950        | 5,28         |             |             |  |
|                  | Jacques Viet                  | TD             | 789          | 2,14         |             |             |  |
|                  |                               |                |              |              |             |             |  |
| Inscrits         | Inscrits                      | Inscrits       | 46 018       | 100,00       | 46 023      | 100,00      |  |
| Abstentions      | Abstentions                   | Abstentions    | 8 804        | 19,13        | 12 211      | 26,53       |  |
| Votants          | Votants                       | Votants        | 37 214       | 80,87        | 33 812      | 73,47       |  |
| Blancs et nuls   | Blancs et nuls                | Blancs et nuls | 276          | 0,74         | 1 471       | 4,35        |  |
| Exprimés         | Exprimés                      | Exprimés       | 36 938       | 99,26        | 32 341      | 95,65       |  |
| Source : CEVIPOF |                               |                |              |              |             |             |  |

#### Troisième circonscription (Colombes)
| Candidat         | Candidat                   | Parti          | Premier tour | Premier tour | Second tour | Second tour |  |
| Candidat         | Candidat                   | Parti          | Voix         | %            | Voix        | %           |  |
| ---------------- | -------------------------- | -------------- | ------------ | ------------ | ----------- | ----------- |  |
|                  | Émile Tricon sortant réélu | UDR (URP)      | 24 510       | 49,19        | 26 120      | 56,36       |  |
|                  | Dominique Frelaut          | PCF            | 15 119       | 30,34        | 20 228      | 43,64       |  |
|                  | Daniel Pastre              | FGDS (SFIO)    | 3 849        | 7,72         |             |             |  |
|                  | Georges Gontcharoff        | PSU            | 3 738        | 7,5          |             |             |  |
|                  | Gérard Bourgeois           | TD             | 2 610        | 5,24         |             |             |  |
|                  |                            |                |              |              |             |             |  |
| Inscrits         | Inscrits                   | Inscrits       | 63 262       | 100,00       | 63 623      | 100,00      |  |
| Abstentions      | Abstentions                | Abstentions    | 12 790       | 20,22        | 15 846      | 24,91       |  |
| Votants          | Votants                    | Votants        | 50 472       | 79,78        | 47 777      | 75,09       |  |
| Blancs et nuls   | Blancs et nuls             | Blancs et nuls | 646          | 1,28         | 1 429       | 2,99        |  |
| Exprimés         | Exprimés                   | Exprimés       | 49 826       | 98,72        | 46 348      | 97,01       |  |
| Source : CEVIPOF |                            |                |              |              |             |             |  |

#### Quatrième circonscription (Levallois-Perret)
| Candidat         | Candidat             | Parti          | Premier tour | Premier tour | Second tour | Second tour |  |
| Candidat         | Candidat             | Parti          | Voix         | %            | Voix        | %           |  |
| ---------------- | -------------------- | -------------- | ------------ | ------------ | ----------- | ----------- |  |
|                  | Parfait Jans sortant | PCF            | 16 997       | 33,60        | 22 983      | 48,25       |  |
|                  | Charles Pasqua élu   | UDR            | 16 688       | 32,99        | 24 653      | 51,75       |  |
|                  | Hervé Lavenir        | RI             | 5 095        | 10,07        |             |             |  |
|                  | Roger Rioty          | PDM (CD, CNIP) | 5 023        | 9,93         |             |             |  |
|                  | Michel Bertrand      | FGDS (SFIO)    | 3 948        | 7,81         |             |             |  |
|                  | Claude Chenuil       | PSU            | 2 193        | 4,34         |             |             |  |
|                  | Michel Gillet        | Divers (TD)    | 638          | 1,26         |             |             |  |
|                  |                      |                |              |              |             |             |  |
| Inscrits         | Inscrits             | Inscrits       | 64 128       | 100,00       | 64 128      | 100,00      |  |
| Abstentions      | Abstentions          | Abstentions    | 13 132       | 20,48        | 14 992      | 23,38       |  |
| Votants          | Votants              | Votants        | 50 996       | 79,52        | 49 136      | 76,62       |  |
| Blancs et nuls   | Blancs et nuls       | Blancs et nuls | 414          | 0,81         | 1 773       | 3,61        |  |
| Exprimés         | Exprimés             | Exprimés       | 50 582       | 99,19        | 47 363      | 96,39       |  |
| Source : CEVIPOF |                      |                |              |              |             |             |  |

#### Cinquième circonscription (Courbevoie)
| Candidat         | Candidat                     | Parti          | Premier tour | Premier tour | Second tour | Second tour |  |
| Candidat         | Candidat                     | Parti          | Voix         | %            | Voix        | %           |  |
| ---------------- | ---------------------------- | -------------- | ------------ | ------------ | ----------- | ----------- |  |
|                  | Charles Deprez sortant réélu | RI (UDR)       | 19 003       | 47,81        | 21 921      | 61,05       |  |
|                  | Roger Guérin                 | PCF            | 9 725        | 24,47        | 13 984      | 38,95       |  |
|                  | Jean Gasnier                 | CD (PDM)       | 4 860        | 12,23        |             |             |  |
|                  | Daniel Pigot                 | PSU            | 2 375        | 5,97         |             |             |  |
|                  | Lucien Lebeau                | FGDS (Radical) | 2 151        | 5,41         |             |             |  |
|                  | Fernand Nasse                | Divers (MPR)   | 874          | 2,13         |             |             |  |
|                  | Jean Laidet                  | Divers (TD)    | 788          | 1,98         |             |             |  |
|                  |                              |                |              |              |             |             |  |
| Inscrits         | Inscrits                     | Inscrits       | 50 032       | 100,00       | 50 035      | 100,00      |  |
| Abstentions      | Abstentions                  | Abstentions    | 9 934        | 19,86        | 12 751      | 25,48       |  |
| Votants          | Votants                      | Votants        | 40 098       | 80,14        | 37 284      | 74,52       |  |
| Blancs et nuls   | Blancs et nuls               | Blancs et nuls | 349          | 0,87         | 1 379       | 3,7         |  |
| Exprimés         | Exprimés                     | Exprimés       | 39 749       | 99,13        | 35 905      | 96,3        |  |
| Source : CEVIPOF |                              |                |              |              |             |             |  |

#### Sixième circonscription (Neuilly-sur-Seine)
| Candidat         | Candidat                      | Parti          | Premier tour | Premier tour | Second tour | Second tour |  |
| Candidat         | Candidat                      | Parti          | Voix         | %            | Voix        | %           |  |
| ---------------- | ----------------------------- | -------------- | ------------ | ------------ | ----------- | ----------- |  |
|                  | Achille Peretti sortant réélu | UDR (URP)      | 22 381       | 45,95        | 24 198      | 55,14       |  |
|                  | Jean-Jacques Carpentier       | PDM (CR)       | 8 766        | 18,00        | 9 743       | 22,20       |  |
|                  | Georges Dardel                | FGDS (SFIO)    | 7 286        | 14,96        | Retrait     | Retrait     |  |
|                  | Jean-Pierre Ginter            | PCF            | 6 472        | 13,29        | 9 941       | 22,65       |  |
|                  | Michel Ravigny                | PSU            | 1 928        | 3,96         |             |             |  |
|                  | Claude Zimmermann             | Divers (MPR)   | 996          | 2,04         |             |             |  |
|                  | Bernard Zimmern               | Divers (TD)    | 883          | 1,81         |             |             |  |
|                  |                               |                |              |              |             |             |  |
| Inscrits         | Inscrits                      | Inscrits       | 63 823       | 100,00       | 63 823      | 100,00      |  |
| Abstentions      | Abstentions                   | Abstentions    | 11 952       | 18,73        | 15 364      | 24,07       |  |
| Votants          | Votants                       | Votants        | 51 871       | 81,27        | 48 459      | 75,93       |  |
| Blancs et nuls   | Blancs et nuls                | Blancs et nuls | 753          | 1,45         | 1 282       | 2,65        |  |
| Exprimés         | Exprimés                      | Exprimés       | 51 118       | 98,55        | 47 177      | 97,35       |  |
| Source : CEVIPOF |                               |                |              |              |             |             |  |

#### Septième circonscription (Nanterre)
| Candidat       | Candidat                     | Parti          | Premier tour | Premier tour | Second tour | Second tour |  |
| Candidat       | Candidat                     | Parti          | Voix         | %            | Voix        | %           |  |
| -------------- | ---------------------------- | -------------- | ------------ | ------------ | ----------- | ----------- |  |
|                | Raymond Barbet sortant réélu | PCF            | 19 451       | 41,85        | 22 747      | 54,52       |  |
|                | Daniel Col                   | UDR (URP)      | 15 571       | 33,5         | 18 978      | 45,48       |  |
|                | Rolland Plavis               | FGDS (SFIO)    | 4 263        | 9,17         |             |             |  |
|                | Bernard Brizay               | RI             | 3 769        | 8,11         |             |             |  |
|                | Bruno Grande                 | PSU            | 2 168        | 4,66         |             |             |  |
|                | Colette Orsel des Sagets     | TD             | 1 252        | 2,69         |             |             |  |
|                |                              |                |              |              |             |             |  |
| Inscrits       | Inscrits                     | Inscrits       | 58 233       | 100,00       | 58 239      | 100,00      |  |
| Abstentions    | Abstentions                  | Abstentions    | 11 245       | 19,31        | 15 071      | 25,88       |  |
| Votants        | Votants                      | Votants        | 46 988       | 80,69        | 43 168      | 74,12       |  |
| Blancs et nuls | Blancs et nuls               | Blancs et nuls | 514          | 1,09         | 1 443       | 3,34        |  |
| Exprimés       | Exprimés                     | Exprimés       | 46 474       | 98,91        | 41 725      | 96,66       |  |

#### Huitième circonscription (Rueil-Malmaison)
| Candidat       | Candidat                     | Parti          | Premier tour | Premier tour | Second tour | Second tour |  |
| Candidat       | Candidat                     | Parti          | Voix         | %            | Voix        | %           |  |
| -------------- | ---------------------------- | -------------- | ------------ | ------------ | ----------- | ----------- |  |
|                | Jacques Baumel sortant réélu | UDR (URP)      | 20 193       | 46,97        | 23 181      | 62,73       |  |
|                | Michel Duffour               | PCF            | 8 906        | 20,72        | 13 770      | 37,27       |  |
|                | Henri Magnin                 | CD (PDM)       | 6 827        | 15,88        | Retrait     | Retrait     |  |
|                | Charles Ceccaldi-Raynaud     | FGDS (SFIO)    | 3 464        | 8,06         |             |             |  |
|                | Manuel Bridier               | PSU            | 2 405        | 5,59         |             |             |  |
|                | Yves Paugam                  | TD             | 1 198        | 2,79         |             |             |  |
|                |                              |                |              |              |             |             |  |
| Inscrits       | Inscrits                     | Inscrits       | 53 295       | 100,00       | 53 303      | 100,00      |  |
| Abstentions    | Abstentions                  | Abstentions    | 9 782        | 18,35        | 13 900      | 26,08       |  |
| Votants        | Votants                      | Votants        | 43 513       | 81,65        | 39 403      | 73,92       |  |
| Blancs et nuls | Blancs et nuls               | Blancs et nuls | 520          | 1,2          | 2 452       | 6,22        |  |
| Exprimés       | Exprimés                     | Exprimés       | 42 993       | 98,8         | 36 951      | 93,78       |  |

#### Neuvième circonscription (Meudon)
| Candidat       | Candidat                   | Parti          | Premier tour | Premier tour | Second tour | Second tour |  |
| Candidat       | Candidat                   | Parti          | Voix         | %            | Voix        | %           |  |
| -------------- | -------------------------- | -------------- | ------------ | ------------ | ----------- | ----------- |  |
|                | Claude Labbé sortant réélu | UDR (URP)      | 20 031       | 45,71        | 23 227      | 59,72       |  |
|                | Georges Lenormand          | PCF            | 8 890        | 20,29        | 15 663      | 40,28       |  |
|                | Albert Gazier              | FGDS (SFIO)    | 5 095        | 11,63        |             |             |  |
|                | Paul Soulé                 | Rad            | 2 919        | 6,66         |             |             |  |
|                | Lucien Hans                | PSU            | 2 604        | 5,94         |             |             |  |
|                | Bernard Poindessault       | MPR            | 2 485        | 5,67         |             |             |  |
|                | Gérard Beau                | TD             | 1 796        | 4,1          |             |             |  |
|                |                            |                |              |              |             |             |  |
| Inscrits       | Inscrits                   | Inscrits       | 55 596       | 100,00       | 55 596      | 100,00      |  |
| Abstentions    | Abstentions                | Abstentions    | 11 338       | 20,39        | 14 343      | 25,8        |  |
| Votants        | Votants                    | Votants        | 44 258       | 79,61        | 41 253      | 74,2        |  |
| Blancs et nuls | Blancs et nuls             | Blancs et nuls | 438          | 0,99         | 2 363       | 5,73        |  |
| Exprimés       | Exprimés                   | Exprimés       | 43 820       | 99,01        | 38 890      | 94,27       |  |

#### Dixième circonscription (Boulogne-Billancourt)
| Candidat       | Candidat                    | Parti          | Premier tour | Premier tour | Second tour | Second tour |  |
| Candidat       | Candidat                    | Parti          | Voix         | %            | Voix        | %           |  |
| -------------- | --------------------------- | -------------- | ------------ | ------------ | ----------- | ----------- |  |
|                | Georges Gorse sortant réélu | UDR (URP)      | 20 028       | 42,35        | 22 250      | 49,67       |  |
|                | Émile Clet                  | PCF            | 10 183       | 21,53        | 14 936      | 33,34       |  |
|                | Jacques Dubois              | CD (PDM)       | 7 648        | 16,17        | 7 612       | 16,99       |  |
|                | Pierre Naudet               | FGDS (Radical) | 3 172        | 6,71         |             |             |  |
|                | Hubert Prévot               | PSU            | 2 833        | 5,99         |             |             |  |
|                | Yves-Albert Kahouadji       | diss. SFIO     | 2 174        | 4,6          |             |             |  |
|                | Hervé de Truchis            | TD             | 1 259        | 2,66         |             |             |  |
|                |                             |                |              |              |             |             |  |
| Inscrits       | Inscrits                    | Inscrits       | 61 264       | 100,00       | 61 266      | 100,00      |  |
| Abstentions    | Abstentions                 | Abstentions    | 13 589       | 22,18        | 15 958      | 26,05       |  |
| Votants        | Votants                     | Votants        | 47 675       | 77,82        | 45 308      | 73,95       |  |
| Blancs et nuls | Blancs et nuls              | Blancs et nuls | 378          | 0,79         | 510         | 1,13        |  |
| Exprimés       | Exprimés                    | Exprimés       | 47 297       | 99,21        | 44 798      | 98,87       |  |

#### Onzième circonscription (Issy-les-Moulineaux)
| Candidat       | Candidat                   | Parti          | Premier tour | Premier tour | Second tour | Second tour |  |
| Candidat       | Candidat                   | Parti          | Voix         | %            | Voix        | %           |  |
| -------------- | -------------------------- | -------------- | ------------ | ------------ | ----------- | ----------- |  |
|                | Roger Barberot             | UDR (URP)      | 19 852       | 37,7         | 24 474      | 49,92       |  |
|                | Guy Ducoloné sortant réélu | PCF            | 18 329       | 34,81        | 24 551      | 50,08       |  |
|                | Jean Laronde               | CNIP (PDM)     | 7 204        | 13,68        | Retrait     | Retrait     |  |
|                | Jean-Marie Vincent         | PSU            | 3 248        | 6,17         |             |             |  |
|                | Thomas Grjebine            | FGDS (CIR)     | 2 927        | 5,56         |             |             |  |
|                | J.-L. Postif               | TD             | 1 092        | 2,07         |             |             |  |
|                |                            |                |              |              |             |             |  |
| Inscrits       | Inscrits                   | Inscrits       | 66 456       | 100,00       | 66 434      | 100,00      |  |
| Abstentions    | Abstentions                | Abstentions    | 13 305       | 20,02        | 15 709      | 23,65       |  |
| Votants        | Votants                    | Votants        | 53 151       | 79,98        | 50 725      | 76,35       |  |
| Blancs et nuls | Blancs et nuls             | Blancs et nuls | 499          | 0,94         | 1 700       | 3,35        |  |
| Exprimés       | Exprimés                   | Exprimés       | 52 652       | 99,06        | 49 025      | 96,65       |  |

#### Douzième circonscription (Clamart)
| Candidat       | Candidat             | Parti          | Premier tour | Premier tour | Second tour | Second tour |  |
| Candidat       | Candidat             | Parti          | Voix         | %            | Voix        | %           |  |
| -------------- | -------------------- | -------------- | ------------ | ------------ | ----------- | ----------- |  |
|                | Pierre Mazeaud élu   | UDR (URP)      | 30 656       | 41,02        | 37 613      | 54,78       |  |
|                | Robert Levol sortant | PCF            | 21 036       | 28,15        | 31 054      | 45,22       |  |
|                | Bernard Germond      | CD (PDM)       | 10 259       | 13,73        | Retrait     | Retrait     |  |
|                | Henri Leclerc        | PSU            | 6 905        | 9,24         |             |             |  |
|                | Bernard Pibouin      | FGDS           | 3 803        | 5,09         |             |             |  |
|                | Gérard Forget        | TD             | 2 068        | 2,77         |             |             |  |
|                |                      |                |              |              |             |             |  |
| Inscrits       | Inscrits             | Inscrits       | 91 853       | 100,00       | 91 855      | 100,00      |  |
| Abstentions    | Abstentions          | Abstentions    | 16 560       | 18,03        | 20 479      | 22,29       |  |
| Votants        | Votants              | Votants        | 75 293       | 81,97        | 71 376      | 77,71       |  |
| Blancs et nuls | Blancs et nuls       | Blancs et nuls | 566          | 0,75         | 2 709       | 3,8         |  |
| Exprimés       | Exprimés             | Exprimés       | 74 727       | 99,25        | 68 667      | 96,2        |  |

#### Treizième circonscription (Antony)
| Candidat                    | Candidat                   | Parti          | Premier tour | Premier tour | Second tour | Second tour |  |
| Candidat                    | Candidat                   | Parti          | Voix         | %            | Voix        | %           |  |
| --------------------------- | -------------------------- | -------------- | ------------ | ------------ | ----------- | ----------- |  |
|                             | Paul Mainguy sortant réélu | UDR (URP)      | 27 167       | 38,9         | 30 807      | 46,8        |  |
|                             | Henri Ravera               | PCF            | 17 912       | 25,64        | 25 776      | 39,16       |  |
|                             | Henri Ginoux               | CD (PDM)       | 12 388       | 17,74        | 9 247       | 14,05       |  |
|                             | Bernard Ravenel            | PSU            | 5 639        | 8,07         |             |             |  |
|                             | Claude Duval               | FGDS           | 4 241        | 6,07         |             |             |  |
|                             | André Noir                 | TD             | 2 499        | 3,58         |             |             |  |
|                             |                            |                |              |              |             |             |  |
| Inscrits                    | Inscrits                   | Inscrits       | 87 345       | 100,00       | 87 340      | 100,00      |  |
| Abstentions                 | Abstentions                | Abstentions    | 16 925       | 19,38        | 20 725      | 23,73       |  |
| Votants                     | Votants                    | Votants        | 70 420       | 80,62        | 66 615      | 76,27       |  |
| Blancs et nuls              | Blancs et nuls             | Blancs et nuls | 574          | 0,82         | 785         | 1,18        |  |
| Exprimés                    | Exprimés                   | Exprimés       | 69 846       | 99,18        | 65 830      | 98,82       |  |
| Source : Gallica et CEVIPOF |                            |                |              |              |             |             |  |